# Jack (Nonpareil) Dempsey
Ne doit pas être confondu avec Jack Dempsey.
Jack (Nonpareil) Dempsey est un boxeur irlandais né le 15 décembre 1862 à Curran et mort le 2 novembre 1895 à Portland dans l'Oregon.

## Carrière
Surnommé NonPareil, car réputé imbattable, il est considéré comme le premier champion du monde de boxe anglaise poids moyens après sa victoire le 30 juillet 1884 face à George Fulljames par KO au 22e round.
Il conserve son titre jusqu'au 14 janvier 1891, date à laquelle il est battu par Bob Fitzsimmons. Il meurt 4 ans plus tard à l'âge de 32 ans des suites de la tuberculose.

## Distinction
- Jack (Nonpareil) Dempsey est membre de l'International Boxing Hall of Fame depuis 1992[1].